# Semestra costaricensis
Semestra costaricensis är en insektsart som beskrevs av Jacobi 1916. Semestra costaricensis ingår i släktet Semestra och familjen Nogodinidae. Inga underarter finns listade i Catalogue of Life.